# Дёттлинг, Фабиан
Фабиан Дёттлинг (нем. Fabian Döttling; 4 августа 1980, Хайльбронн) — немецкий шахматист, гроссмейстер (2003). Чемпион Европы 1996 года среди юношей (возрастная категория до 16 лет), победитель Кубка Митропы 2003 года со сборной Германии, многократный победитель клубного чемпионата Германии и обладатель клубного Кубка Германии с командой OSG Baden Baden.

## Спортивная карьера
В 1995 году Фабиан Дёттлинг стал чемпионом Германии среди юношей в возрасте до 15 лет. На следующий год в возрастной категории до 16 лет он стал чемпионом Европы — в следующий раз представитель Германии завоюет этот титул только через 19 лет. В 1998 году, на чемпионате мира среди юношей в возрасте до 18 лет, Дёттлинг занял пятое место с пятью победами и шестью ничьими в 11 встречах (равное количество очков с бронзовым призёром — румыном Левенте Вайдой).
В 2000, 2002 и 2003 годах представлял Германию на Кубке Митропы — показательном шахматном турнире на уровне национальных сборных. В 2002 году на четвёртой доске показал лучший результат (5 побед, 3 поражения), а с командой занял общее второе место; через год, выступая на третьей доске, стал со сборной Германии обладателем Кубка. В том же году выиграл шахматный турнир в Бад-Висзе и стал гроссмейстером; в 2005 году разделил первое место в турнире Untergrombach Open, а на следующий год стал победителем шахматного фестиваля в Баден-Бадене и занял второе место в гроссмейстерском турнире Хоккенхайм-Виттинген. Заметным успехом в том же году стал выигрыш сетевого блиц-турнира Dos Hermanas. В рамках этого турнира Дёттлинг взял верх над Гарой Камским, Магнусом Карлсеном и Бу Сянчжи.
На протяжении долгого времени Дёттлинг играет в шахматном клубе Баден-Бадена. За эти годы он пять раз (в 2006—2009 и 2011 годах) становился с командой победителем клубного чемпионата Германии и трижды (в 2007, 2008 и 2015 годах) завоёвывал клубный Кубок Германии.

## Изменения рейтинга
| Графики недоступны из-за технических проблем. См. информацию на Фабрикаторе и на mediawiki.org. |